# Сакуненко, Дмитрий Николаевич
Дмитрий Николаевич Сакуненко (7 января 1930, Тальменка, Алтайский край — 13 сентября 2014, Владимир) — советский конькобежец. Участник Зимних Олимпийских игр 1956 года, бронзовый призёр чемпионата Европы (1955), чемпион СССР в многоборье (1957), 2-й призёр чемпионатов СССР (1952 - 5000 м, 10000 м), (1957 - 10000 м), 3-й призёр (1953 - 5000 м), рекордсмен мира и СССР. Заслуженный мастер спорта СССР (2004). Выступал за ДСО "Труд" (Владимир).

## Спортивные биография
Дмитрий Николаевич родился в селе Усть-Тальменка в Алтайском крае. С 1933 года жил во Владимире. С детства он, как и сверстники, играл в футбол, катался на коньках, прикручивая их верёвками к отцовским валенкам. После школы Дмитрий продолжил учёбу в машиностроительном техникуме. Начал заниматься конькобежным спортом в 1948 году на стадионе «Локомотив». В свободное от учёбы время тренировался под наблюдением своего наставника чемпиона области по конькобежному спорту Виктора Сергеевича Ромадановского. 
В 1949 году он стал чемпионом Владимирской области, а в 1950 году на первенстве РСФСР в Горьком юный Дмитрий Сакуненко показал лучшее время на дистанции 3000 м. С 1950 года стал участвовать в чемпионатах СССР. В 1951 году окончил техникум и работал на заводе «Автоприбор». Наряду с коньками он успешно выступал за сборную команду области по велоспорту и стендовой стрельбе, имея по этим видам первый спортивный разряд.
В 1952 и 1953 годах Сакуненко становился серебряным и бронзовым призёром в забегах на 5000 метров соответственно на первенстве страны. В 1952 году выполнил норматив Мастер спорта СССР. В декабре 1953 года на матчевой встрече СССР – Норвегия, Дмитрий занял второе место в многоборье, а в январе 1954 года дебютировал на чемпионате мира в Саппоро, где занял 5-е место в сумме многоборья. В марте стал 4-м на чемпионате СССР в классическом многоборье.
9 января 1955 года в соревнованиях на приз Совета Министров Казахской ССР Сакуненко установил мировой рекорд на катке Медео и стал первым в истории конькобежцем пробежавшим 5000 метров быстрее 8 минут — 7.54,9 сек, бежавший в следующих парах Борис Шилков улучшил это достижение 7.45,6. На этих же соревнованиях Сакуненко установил рекорд мира в сумме многоборья — 184,638 очка, продержавшийся 8 лет. В феврале на чемпионате Европы в Фалуне он выиграл бронзовую медаль в сумме многоборья. 20 февраля на чемпионате мира в Москве был близок к подиуму, но занял 4-е место.
В 1955 году у Дмитрия родился сын Сергей, который уже в три года подражал папе в манере катания. В 1956 году Дмитрий участвовал в зимних Олимпийских играх в Кортина-д’Ампеццо на дистанции 5000 метров, но занял только 16-е место. В 1957 году он неудачно выступил на чемпионате Европы в Осло, заняв 9-е место в многоборье. В марте в Свердловске – техник завода «Автоприбор» стал абсолютным чемпионом СССР. Он выступал ещё три сезона за сборную СССР, до 1960 года, но крупных побед уже не одерживал. 

## Карьера после спорта
После окончания спортивной карьеры с 1960 по 1972 годы он работал в должности тренера по конькобежному спорту областного совета ДСО «Труд» и старшим инструктором по физической культуре и спорту Владимирского областного совета профсоюзов. В 1965 году заочно окончил Смоленский государственный педагогический институт физкультуры. С 1972 до 1994 года Сакуненко работал старшим госинспектором рыбоохраны по Владимирской области. Однако со спортом не расставался. Был судьёй и организатором соревнований по конькобежному спорту, членом Совета ветеранов спорта Владимирской области. Получил звание спортивного судьи республиканской категории. 
19 мая 2010 года Сакуненко было присвоено звание «Почетный гражданин Владимирской области». Скончался Дмитрий Николаевич Сакуненко во Владимире 13 сентября 2014 года. Похоронен на Алле Славы на кладбище "Улыбышево" Судогодского района Владимирской области.

## Награды
- 27 апреля 1957 года - награждён медалью «За трудовую доблесть» — «за успехи, достигнутые в деле развития массового физкультурного движения в стране, повышения мастерства советских спортсменов, и успешное выступление на международных соревнованиях»[12].
- 2000 год - награждён почётным знаком «За заслуги в развитии физической культуры и спорта в Российской Федерации».
- награждён медалью «За доблестный труд».
- 19 мая 2010 года - присвоено звание «Почётный гражданин Владимирской области»[13].